# Dalichow (Niedergörsdorf)

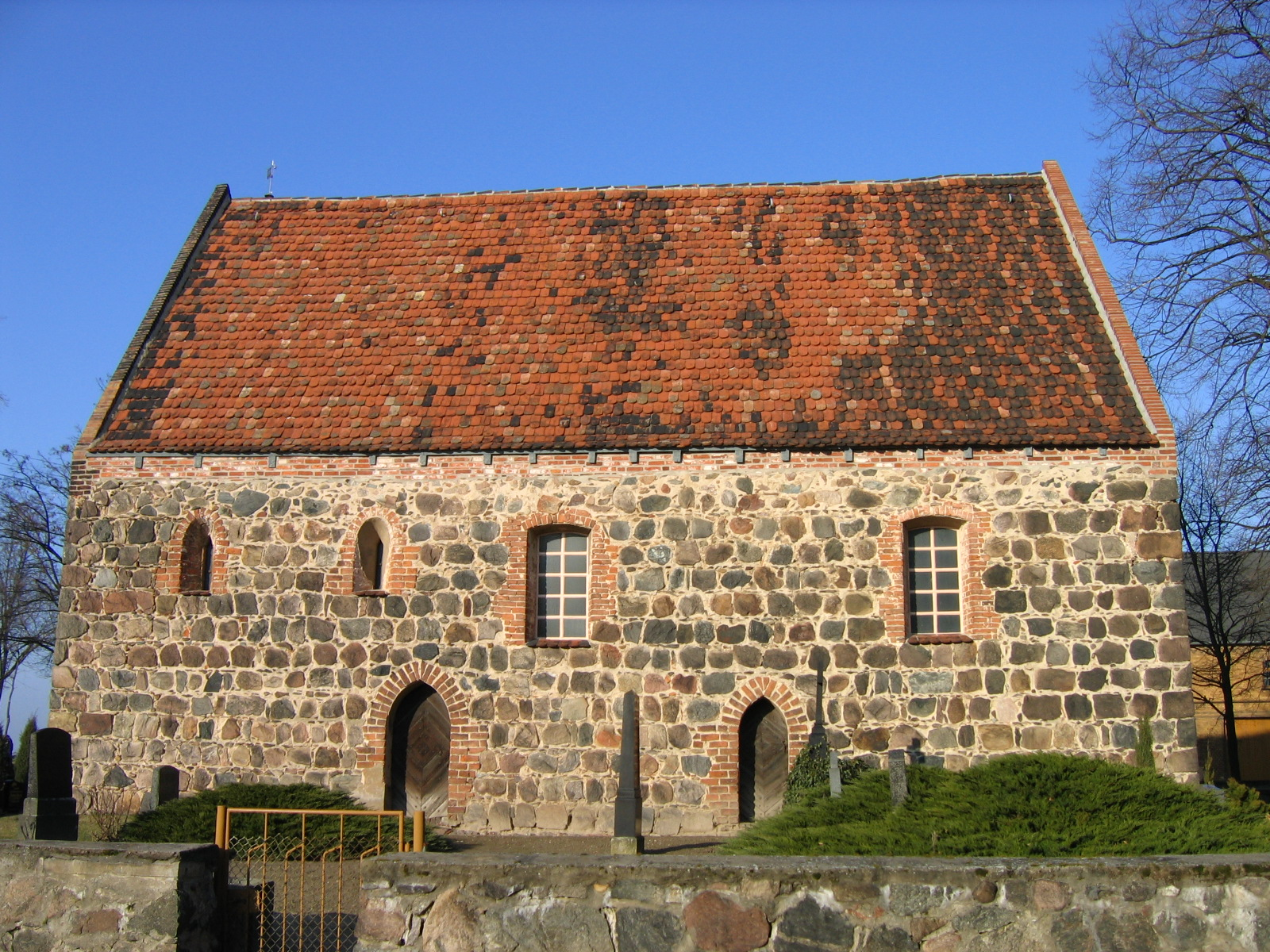
Dorfkirche Dalíchow

Der Ort Dalichow ist der kleinste und höchstgelegene Ortsteil von Niedergörsdorf, Brandenburg.

## Geografie
Der Ort liegt fünf Kilometer westlich von Niedergörsdorf, drei Kilometer nördlich von Blönsdorf und elf Kilometer westlich von Jüterbog. Dalichow liegt im Fläming auf einem fruchtbaren Lößstreifen, welcher während der Weichseleiszeit gebildet wurde. Der Ort ist ein kleines Angerdorf mit weitgehend erhaltener Dorfstruktur. Im Dorf befinden sich zwei Teiche.
In der Ortsmitte steht die Dorfkirche Dalichow, die im 13. Jahrhundert errichtet wurde. Sie besitzt keinen Kirchturm und gehört damit zum einfachsten Typ der sogenannten Flämingkirchen. Die Kirche steht inmitten des von einer Feldsteinmauer umgebenen Friedhofs.

## Geschichte
Der Ortsname geht auf das slawische Wort daleko (= weit), einen slawischen Personennamen, zurück oder ist wendischen Ursprungs: Dalichoste = „fette oder satte Aue“. Das Dorf wurde 1286 erstmals erwähnt und vom Kloster Zinna erworben. Dalichow ging 1394 zusammen mit Kaltenborn, Lindow und dem wüsten Malterhausen in den Besitz des Jüterboger Nonnenklosters über. Bei Dalichow lag nach Ettmüller der Fischteich des Nonnenklosters. Zwischen 1570 und 1594 ging das Dorf an das Amt Jüterbog über; von 1817 bis 1872 gehörte es zum Amt Zinna. Im Jahr 1815/1816 kam der Ort zum Kreis Jüterbog-Luckenwalde im Königreich Preußen.
Der Volksmund hat seine eigene Erklärung für den fehlenden Kirchturm: "Einst spannte ein Bauer seine Gänse vor den Pflug. Sie flogen ihm jedoch samt Pflug davon und rissen dabei den Kirchturm hinunter. Im Juni wird traditionell der Erdbeerball in Dalichow gefeiert.

## Politik

### Ortsvorsteher
Dietmar Seidel (seit 2016)
Ralf Schmager (seit 2014)
Detlef Schmager (2004–2014) 

## Veranstaltungen
Regelmäßig findet der Erdbeerball statt.